# Weinmannia rutenbergii
Weinmannia rutenbergii är en tvåhjärtbladig växtart som beskrevs av Adolf Engler. Weinmannia rutenbergii ingår i släktet Weinmannia och familjen Cunoniaceae. Inga underarter finns listade i Catalogue of Life.